# Karl von Graberg
Karl Gustav Adolf Ferdinand Graberg, seit 1861 von Graberg, (* 5. November 1806 in Erfurt; † 8. Juli 1866 in Berlin) war ein preußischer Generalmajor.

## Leben

### Herkunft
Karl war der Sohn von Alexander Bernhard Christian Graberg († 1823) und dessen Ehefrau Katharina Anna Theresia Eleonore, geborene von Marquier.

### Militärkarriere
Graberg besuchte das Gymnasium in seiner Heimatstadt und trat am 11. Oktober 1823 als Kanonier in die 3. Artillerie-Brigade der Preußischen Armee ein. Als Portepeefähnrich absolvierte er 1826/28 zur weiteren Ausbildung die Vereinigte Artillerie- und Ingenieurschule und wurde am 30. März 1830 zum Sekondeleutnant befördert. Mit einem Patent vom 16. März 1830 war Graberg ab 4. November 1833 als Adjutant bei der 4. Artillerie-Brigade und avancierte am 14. Oktober 1841 zum Premierleutnant. Mit seiner Beförderung zum Hauptmann wurde Graberg am 13. Februar 1847 zum Chef der 4. Fuß-Kompanie in der 7. Artillerie-Brigade in Münster ernannt. Am 10. Oktober 1848 aggregierte man ihn der Brigade und kommandierte Graberg als Adjutant bei der Generalinspektion der Artillerie. Daran schloss sich am 6. November 1850 seine Versetzung in die Adjutantur sowie am 10. Februar 1853 die Beförderung zum Major an.
Unter Stellung à la suite des Garde-Artillerie-Regiments wurde Graberg am 27. Juni 1854 zum 1. Adjutanten der Generalinspektion der Artillerie ernannt. Zeitgleich fungierte er ab 25. Juli 1854 als Mitglied der Ober-Militärstudienkommission und wurde am 15. November 1855 in die Artillerieabteilung des Kriegsministeriums versetzt. Hier steig Graberg am 26. Februar 1857 zum Abteilungschef auf und wurde in dieser Funktion am 9. April 1857 zum Oberstleutnant sowie am 31. Mai 1859 zum Oberst befördert. Seine Leistungen fanden durch die Verleihung des Roten Adlerordens III. Klasse mit Schleifen und des Kommandeur II. Klasse des Guelphen-Ordens sowie des Ordens vom Zähringer Löwen seinen Ausdruck. Vom 1. Oktober 1860 bis zum 24. Juni 1864 war Graberg als Brigadier der 7. Artillerie-Brigade tätig.
In Anerkennung seiner langjährigen Verdienste erhob König Wilhelm I. Graberg am 10. Oktober 1861 in den erblichen preußischen Adelsstand. Vom bayerischen König Maximilian II. wurde er mit dem Komturkreuz des Verdienstordens der Bayerischen Krone beliehen. Anlässlich des Krieges gegen Dänemark wirkte Graberg 1864 im Gefecht bei Fredericia, bei der Belagerung und dem Sturm auf die Düppeler Schanzen sowie beim Übergang nach Alsen. Dafür wurde Graberg neben dem Kronenorden II. Klasse mit Schwertern auch mit dem Kommandeurkreuz des ö.-k. Leopold-Ordens mit Kriegsdekoration ausgezeichnet.
Mit der Bildung der 7. Artillerie-Brigade in Münster wurde Graberg am 25. Juni 1864 zum Generalmajor befördert sowie zum Kommandeur dieses Großverbandes ernannt. Am 18. April 1865 gab er das Kommando an einen Nachfolger Oberst Friedrich Wilhelm von Decker (1815–1872) ab und wurde zum Inspekteur der 2. Artillerie-Inspektion in Berlin ernannt. In dieser Stellung war Graberg ab 5. Juni 1865 auch Präses der Prüfungskommission für Premierleutnants der Artillerie, bis er schließlich am 19. Mai 1866 mit der gesetzlichen Pension zur Disposition gestellt wurde.
Er wurde nach seinem Tod am 12. Juli 1866 auf dem Matthäifriedhof in Berlin beigesetzt.

### Familie
Graberg hatte sich am 14. Januar 1834 in Erfurt mit Friederike Rambeau (1810–1836) verheiratet. Nach ihrem frühen Tod eheliche er am 1. August 1839 in Caveritz Heldwig Amalie Stuck (1817–1871). Die erste Ehe blieb kinderlos; aus der zweiten gingen folgende Kinder hervor:
- Bernhard Gustav Alexander (* 1840), preußischer Hauptmann
- Hermann (1842–1926), preußischer General der Infanterie
- Karl Albert (* 1843), preußischer Major
- Karl Alexander (* 1848)
- Alwine Hedwig (* 1849)
- Karl Ferdinand (* 1850), preußischer Sekondeleutnant und Kaufmann
- Karl Wilhelm (1851–1870), preußischer Sekondeleutnant
- Elise Margarete (* 1855)
- Elise Pauline Sophie (* 1857) ⚭ Otto von Emmich, preußischer General der Infanterie